# Božidar Debenjak
Božidar Debenjak, född 7 maj 1935, är en slovensk filosof, sociolog, språkvetare och översättare.

## Biografi och verk
Han föddes i Ljubljana, Slovenien, som då var en del av Konungariket Jugoslavien. 1961 blev han professor vid Universitetet i Ljubljana. I mer än trettio år undervisade han i marxistisk teori och filosofihistoria vid Ljubljanas universitet; många kända slovenska filosofer och sociologer var bland hans elever, inklusive Slavoj Žižek, Mladen Dolar, Rastko Močnik, Renata Salecl och Tonči Kuzmanić. Han var en av de första forskarna som introducerade tankar från Frankfurtskolan i Jugoslavien.Han har skrivit flera böcker, mestadels om marxistisk teori, inklusive en monografi om Friedrich Engels tankar (Friedrich Engels: History and Alienation, 1970), där han porträtterade Engels som en "finsnicksig historisk materialist än Marx", som "lyckades etablera en klarare gräns mellan historia och naturen". Hans Introduction to Marxist Philosophy (1977) publicerades i 4 upplagor och var en av de mest inflytelserika synteserna av marxistiskt tänkande i Slovenien. Debenjak översatte också flera verk, mestadels från tyska, inklusive flera verk av Marx (särskilt den unge Marx), Friedrich Engels, Rosa Luxemburg, Theodor Adorno, Max Horkheimer, Herbert Marcuse, Karl Korsch, Lenin, Jürgen Habermas och Martin Luther. Han översatte också Hegels Andens fenomenologi och Valvasors The Glory of the Duchy of Carniola (tillsammans med sin fru och son), och medförfattade en av de mest omfattande slovensk-tyska ordböckerna. Han var gift med Doris Debenjak (född Kirsch), en slovensk översättare av Gottschee-tysk härkomst och ordförande för Society of Native Gottschee Settlers.